# Loja, Granada
Loja là một đô thị trong tỉnh Granada, Tây Ban Nha.